# Minot (North Dakota)
Minot [ˈmaɪnɒt] ist eine Stadt im zentralen Norden des US-Bundesstaats North Dakota. Sie ist Verwaltungssitz des Ward County und hat knapp 49.000 Einwohner (Stand 1. Juli 2016, U.S. Census Bureau). Damit ist sie die viertgrößte Stadt des Bundesstaats. Minot liegt am Souris River.

## Geschichte
Im Zuge des Baus der Great Northern Railway wurde die Stadt 1886 gegründet. Durch Verzögerungen der Bauarbeiten entstand Minot als Zeltstadt und behielt dadurch den Spitznamen The Magic City. Die Stadt wurde benannt nach dem Investor Henry Davis Minot.
Während der Prohibition war Minot ein zentraler Umschlagpunkt für den Alkoholschmuggel von Al Capone.
In den 1950er Jahren kam es zu großen staatlichen Investitionen in der Region. Unter anderem wurde die Minot Air Force Base und der Garrison Dam errichtet.
1969 wurden große Teile der Stadt durch ein Hochwasser des Souris River zerstört.
Am 18. Januar 2002 kam es zu einem Zugunglück westlich der Stadt. Mehrere Tankwaggons entgleisten, dabei wurde ätzendes und giftiges Ammoniak freigesetzt. Ein Mensch wurde getötet, mehrere verletzt. Das besondere an diesem Vorfall war aber, das es 90 Minuten gebraucht hat bis die Bevölkerung informiert war.
Im Juni 2011 kam es erneut zu einem schweren Hochwasser des Souris River, das große Teile der Innenstadt überschwemmte und zur Evakuierung von 12.000 Anwohnern führte.

## Geographie
Minot liegt im Gebiet der Drift Prairie, der durch die Geschiebe der Eiszeit gestalteten Landschaft, etwa 170 km nördlich der Hauptstadt North Dakotas, Bismarck. Der Souris River durchfließt die Stadt von Westen nach Osten. Minot ist ein Versorgungszentrum für weite Teile des nördlichen North Dakota und der südlichen kanadischen Provinzen Manitoba und Saskatchewan.
Die von eiszeitlichen Formen geprägte Landschaft liegt zwischen 470 und 520 m über dem Meeresspiegel. Das Klima in Minot ist ein typisches Kontinentalklima mit warmen Sommern und kalten Wintern.
Südöstlich befindet sich die Talsperre Lake Darling.

## Bevölkerung
Die Bevölkerung der Stadt setzt sich zu 93 % aus Weißen zusammen. Etwa 3 % sind Amerikanische Ureinwohner und 1,3 % Afro-Amerikaner. In Minot wohnen viele Nachkommen von deutschen (etwa 40 %) und skandinavischen (etwa 36 %) Einwanderern.

## Bildung und Kultur
Minot verfügt über eine High School und die Minot State University. 
Seit 1977 findet in Minot das Norsk Høstfest statt, das größte skandinavische Festival in Nordamerika.

## Sehenswürdigkeiten

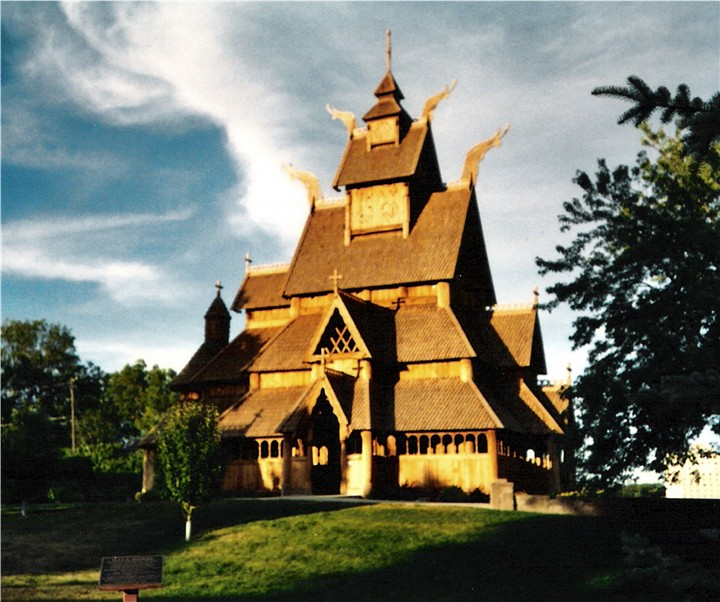
Nachbau einer Stabkirche in Minots Scandinavian Heritage Park

Trotz der geringen Größe gibt es in der Stadt einige sehenswerte Einrichtungen. Hierzu zählen das Dakota Territory Aircraft Museum, das Freilichtmuseum Pioneer Village, der Scandinavian Heritage Park und der Roosevelt Park mit dazugehörigem Zoo.

## Verkehr
Seit seiner Gründung ist Minot ein Eisenbahnknotenpunkt. Unter anderem halten hier auch Amtrak-Züge einmal täglich in beide Richtungen. Das Straßensystem dominieren die drei U.S. Highways 2, 52 und 83. Minot verfügt außerdem über einen regionalen Flughafen, den Minot International Airport.

## Söhne und Töchter der Stadt
- Donn R. Pepke (1916–1995), Generalleutnant der United States Army
- Mary Osborne (1921–1992), Jazzmusikerin
- Rosemarie Myrdal (1929–2023), Politikerin
- James Reineking (1937–2018), Bildhauer und Zeichner
- Roger Neumann (1941–2018), Jazzmusiker
- Thomas M. Davis (* 1949), Politiker
- Michael H. Miller (* 1952), Vizeadmiral der United States Navy
- Gary E. Johnson (* 1953), Bauunternehmer und Politiker
- Marneen Fields (* 1955), Schauspielerin und Stuntfrau
- Ken Paxton (* 1962), Politiker
- Greg Raymer (* 1964), professioneller Pokerspieler
- Josh Duhamel (* 1972), Schauspieler
- Tim Jackman (* 1981), Eishockeyspieler
- Joshua Boschee (* 1982), Politiker
- Brittany Anjou (* 1984), Musikerin
- Wiz Khalifa (* 1987), Rapper